# Карл I (князь Ліхтенштейну)
Карл фон Ліхтенштейн (нім. Karl von und zu Liechtenstein; 30 липня 1569 — 12 лютого 1627) — родоначальник княжого роду Ліхтенштейнів, вірнопідданий Габсбургів у роки Тридцятирічної війни, що отримав від імператора княжий титул. Перший серед Ліхтенштейнів кавалер Ордена Золотого руна.

## Біографія
Карл був старшим сином Гартманна II фон Ліхтенштейна та Анни Марії цу Ортенбург. Хоча виховувався він у протестантській вірі, у 1599 році Карл перейшов у католицизм і вступив на службу до імператора Священної Римської імперії Рудольфа II, який незабаром призначає його на посаду головного інтенданта. На цій посаді Карл перебував до 1607 року.
У суперечці за землі між імператором та спадкоємцем престолу ерцгерцогом Матіасом, Карл приймає сторону другого, за що той, на знак подяки, дарує Карлу в 1608 році спадковий титул князя.
У 1614 році князь Карл I приєднує до своїх земель Сілезьке князівство (герцогство) Троппау.
Під час Тридцятирічної війни Карл виступає на боці Католицької ліги. Він бере участь у придушенні Богемського повстання, в арештах і стратах уцілілих учасників битви на Білій Горі. У подяку за це, у 1622 році імператор Фердинанд II призначає Карла на посаду губернатора і віце-регента Богемії та робить кавалером Ордена Золотого Руна. У тому ж році Карл приєднує до своїх володінь герцогство Егерндорф і ряд володінь, конфіскованих у заколотників.
Після смерті Карла 12 лютого 1627 року, князівський титул, відповідно до сімейної угоди 1606 року, успадковує його старший син Карл Ейсебіус.

## Родина
Крім Карла, у Гартманна II, який належав до Нікольсбурзької (нім. Nikolsburger) гілки династії Ліхтенштейн, та його дружини Анни Марії цу Ортенбург, було ще, принаймні, двоє синів: Максиміліан (нім. Maximilian) та Гундакер (нім. Gundaker).
Прийнявши католицизм та вступивши на службу до імператора, брати уклали у 1606 році нову Сімейну угоду, згідно з якою, старший син найстарішої гілки династії отримував право називатися спадкоємцем та міг представляти династію як Регент Роду Ліхтенштейн. Умови цієї угоди, включно з іншими уточненнями, були об'єднані у новому Законі про Княжу династію 1993 року, який сформував основні права спадкоємства трону в Князівстві Ліхтенштейн.

### Діти
У 1592 році Карл одружився з Анною Марією фон Чорна-Гора унд Аусзе (нім. Anna Maria Schembera von Czernahor von Boskowitz, 1569–1625), з якою у нього було, принаймні, четверо дітей:
- Анна Марія (7 грудня 1597 — 26 квітня 1640);
- Франциска Барбара (1604–1655);
- Генріх (помер у дитинстві);
- Карл Ейсебіус (12 вересня 1611 — 5 квітня 1684).